# Callobius changbaishan
Espèce
Callobius changbaishan est une espèce d'araignées aranéomorphes de la famille des Amaurobiidae.

## Distribution
Cette espèce est endémique du Jilin en Chine,. Elle se rencontre dans le xian d'Antu et la ville d'Helong.

## Description
Le mâle holotype mesure 9,55 mm et la femelle paratype 11,44 mm, les mâles mesurent de 9,55 à 9,87 mm et les femelles de 9,79 à 13,44 mm.

## Systématique et taxinomie
Cette espèce a été décrite par Zhang, Wang, Zhou et Zhang en 2023.

## Étymologie
Son nom d'espèce lui a été donné en référence au lieu de sa découverte, le Changbaishan.

## Publication originale
- Zhang, Wang, Zhou & Zhang, 2023 : « Callobius changbaishan sp. nov., a newly recorded spider genus and a new species from China. » Acta Arachnologica Sinica, vol. 32, no 2, p. 87-92.